# Ludwig Ratzel
Ludwig Ratzel, CBE (* 13. Februar 1915 in Mannheim-Friedrichsfeld; † 5. Februar 1996 in Mannheim) war ein deutscher Politiker der SPD, Oberbürgermeister der Stadt Mannheim und von 1955 bis 1960 Mitglied des deutschen Bundestags.

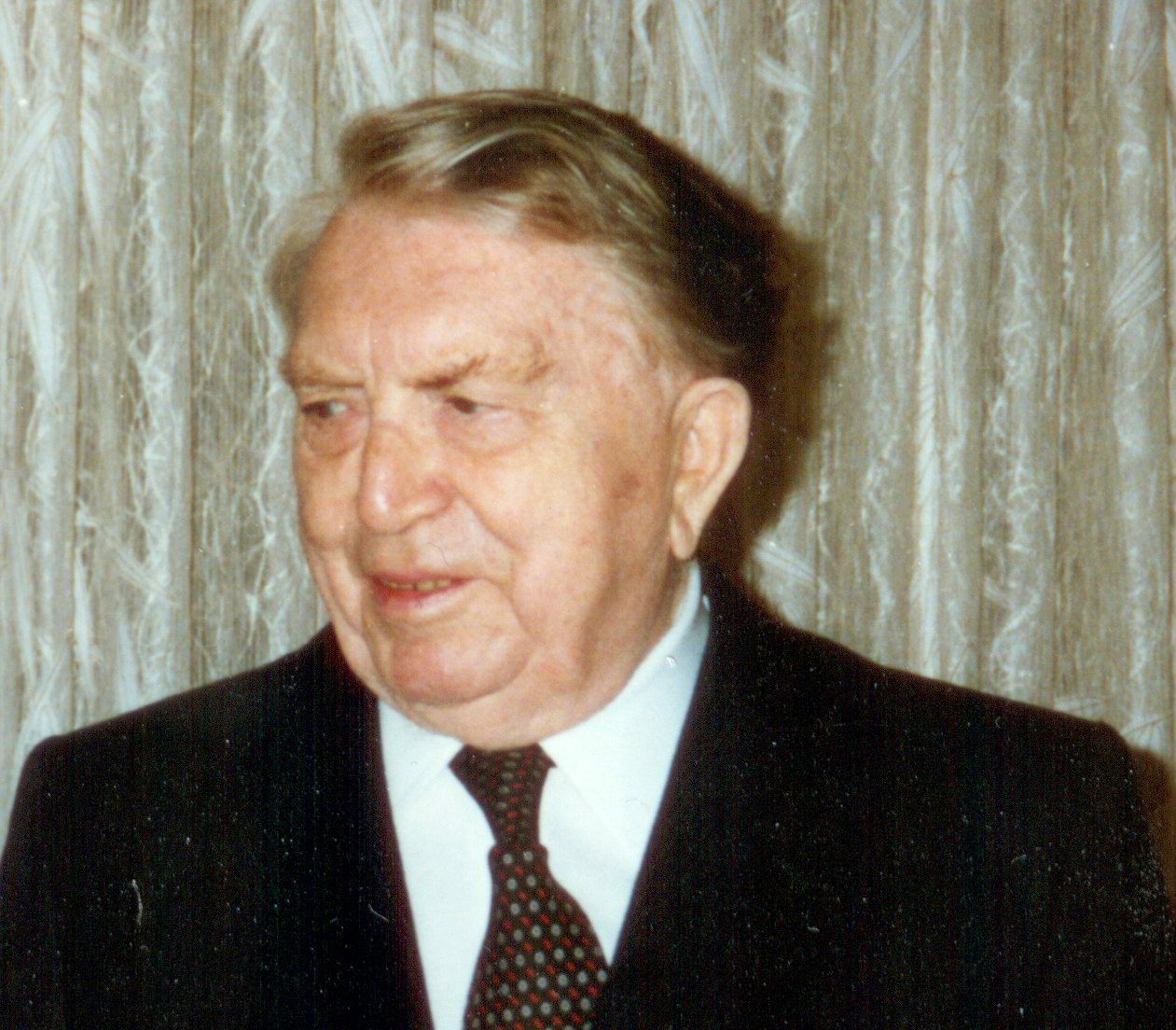
Ludwig Ratzel

## Leben und Beruf
Nach einem naturwissenschaftlichen Studium von 1935 bis 1940, das er mit einer Promotion in Kernphysik abschloss, war Ratzel im Zweiten Weltkrieg als Wissenschaftler bei der Erprobungsstelle Rechlin der Luftwaffe in Mecklenburg eingesetzt. 1947 kehrte er nach Mannheim zurück und fand eine Anstellung als Dozent (später Rektor) an der Städtischen Ingenieurschule.

## Politik
Ratzel gehörte vom 15. September 1955, als er für Wilhelm Traub nachrückte, bis zum 21. Juni 1960, als er das Mandat zugunsten des Amtes als Erster Bürgermeister von Mannheim niederlegte, dem Deutschen Bundestag an. Vom 23. März 1956 bis 1957 war er stellvertretender Vorsitzender des Bundestagsausschusses für Atomfragen. Vom 27. Februar 1958 bis zum 6. November 1959 war er zusätzlich im Europäischen Parlament.
1959 wurde Ratzel in seiner Heimatstadt Mannheim als Nachfolger von Jakob Trumpfheller zum Ersten Bürgermeister gewählt, mit den Zuständigkeiten für Wohnungswesen, Energie und Verkehr. 1972 wurde er Oberbürgermeister von Mannheim. Nach dem Ablauf der achtjährigen Amtszeit 1980 trat er in den Ruhestand.

## Würdigung der politischen Tätigkeit

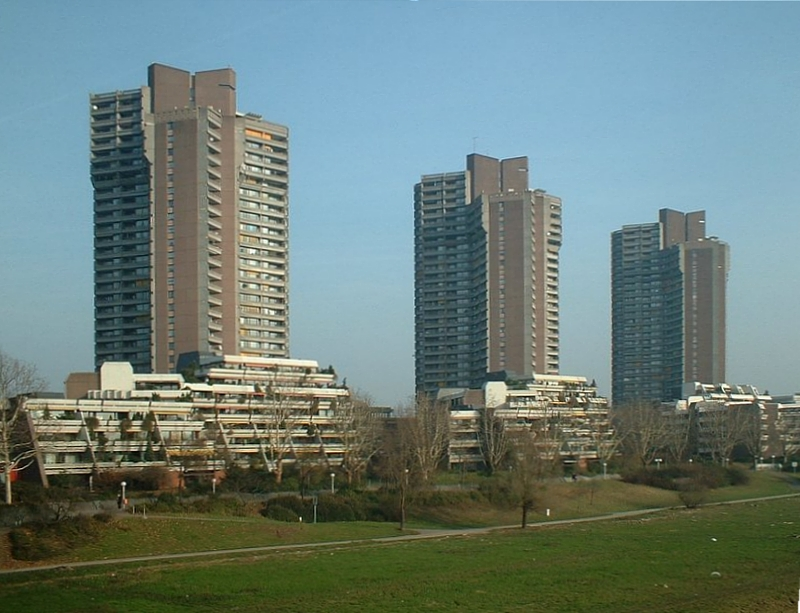
Die ab 1975 erbauten, 30 Stockwerke hohen Neckarhochhäuser

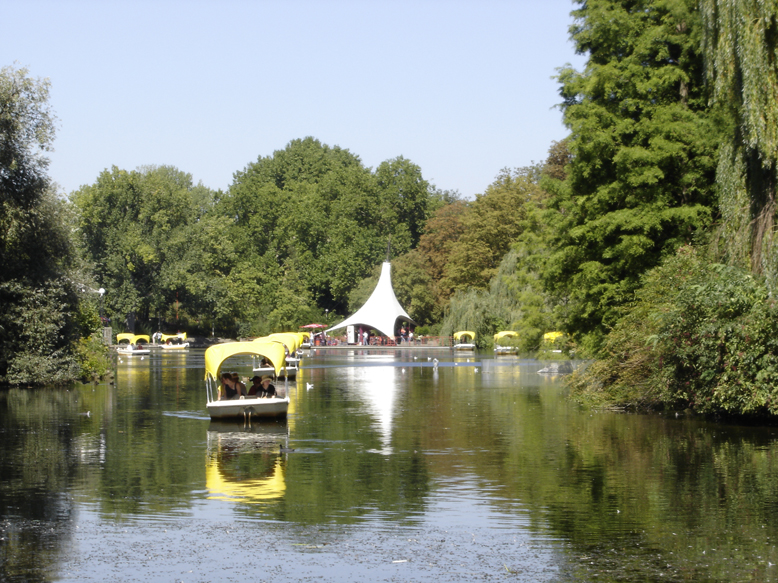
Luisenpark

Während der gesamten politischen Laufbahn Ludwigs Ratzels spielte sein naturwissenschaftlicher Hintergrund eine große Rolle, insbesondere für seinen Einsatz für Energiepolitik. So trat er als Verfasser des Euratom-Berichts in Erscheinung. In Mannheim sorgte er für den Bau der Erdölraffinerie Mannheim auf der Friesenheimer Insel. Er setzte sich ein für die Nutzung und den Ausbau der Fernwärme nach dem Prinzip der Kraft-Wärme-Kopplung im Zusammenhang mit dem Bau einer Müllverbrennungsanlage und dem Ausbau des Großkraftwerks. Zusammen mit Stuttgart und anderen baden-württembergischen Kommunen engagierte er sich für den Aufbau einer eigenständigen Gasversorgung für Süddeutschland. Ebenso plante er auf Mannheimer Gemarkung in Kirschgartshausen ein Kernkraftwerk, das aber nicht gebaut wurde.
Auch seine Zuständigkeit für das Mannheimer Wohnungswesen hat bis heute deutlich sichtbare Zeichen in der Stadt hinterlassen. Aufgrund der großen Wohnungsnot nach dem Zweiten Weltkrieg musste in rascher Zeit Abhilfe geschaffen werden. Auf Ratzels Einsatz gehen unter anderem die Wohngebiete Waldhof-Ost, Herzogenried, die Trabantenstadt Vogelstang und die Neckaruferbebauung zurück. 
Zu einem Glanzpunkt der Oberbürgermeister-Periode geriet die Ausrichtung der Bundesgartenschau 1975. Die damals neugestalteten Parkareale Herzogenriedpark und Luisenpark (mit Fernmeldeturm) sind bis heute grüne Lungen von Mannheim. Die eigens errichtete Hängebahn Aerobus, die die beiden Parks verband, konnte sich aber über die Bundesgartenschau hinaus nicht durchsetzen.

## Ehrungen
Für sein Lebenswerk erhielt Ludwig Ratzel zahlreiche Auszeichnungen, so 1977 das Große Verdienstkreuz des Verdienstordens der Bundesrepublik Deutschland und 1980 die Ernennung zum Commander of the British Empire. Die Stadt Mannheim verlieh ihm 1980 die Ehrenbürgerwürde und benannte nach seinem Tod 1996 eine Straße nach ihm. Die Universität Mannheim ernannte ihn zum Ehrensenator. 1981 erhielt er die Verdienstmedaille des Landes Baden-Württemberg.